# Licania mollis
Licania mollis är en tvåhjärtbladig växtart som beskrevs av George Bentham. Licania mollis ingår i släktet Licania och familjen Chrysobalanaceae. Inga underarter finns listade i Catalogue of Life.